# إصفورن شقاري
إصفورن شقاري (الاسم العلمي:Isopyrum anemonoides) هو نوع من النباتات يتبع جنس الإصفورن من الفصيلة الحوذانية.